# ロー・ラ

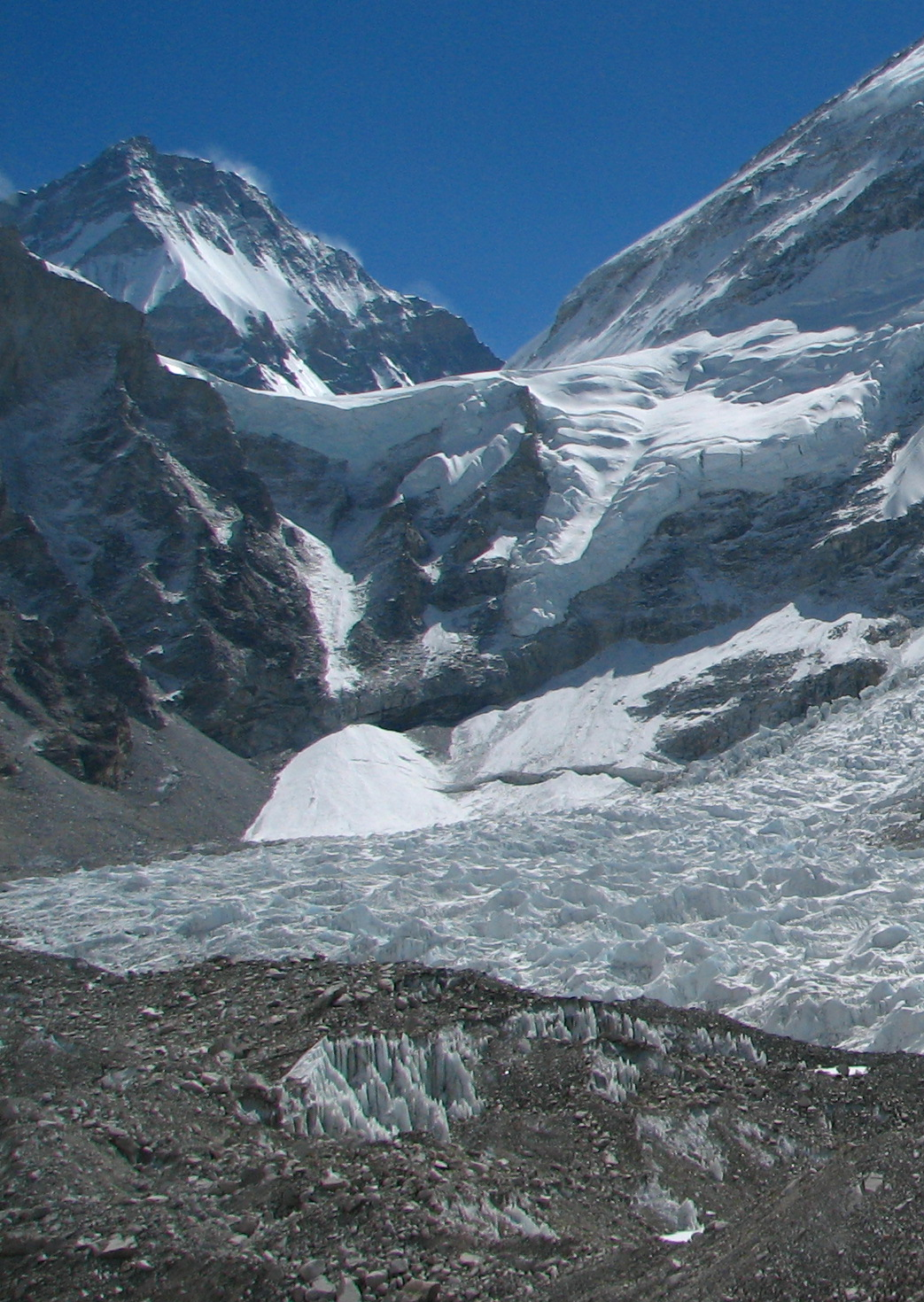
エベレストのネパール側ベースキャンプ付近から見たロー・ラ。奥の山はチャンツェ、右側にはエベレスト西稜とクーンブ氷河があり、左側にはクーンブツェがある。

ロー・ラは、ネパールと中国チベット自治区の国境にある峠であり、エベレスト山頂から西に約5kmの地点にある。またエベレストとその西側にあるクーンブツェを結ぶ稜線の最低鞍部でもある。標高は6006メートル。チベット語で「ロー」は南、「ラ」は峠という意味である。

## 歴史と名称

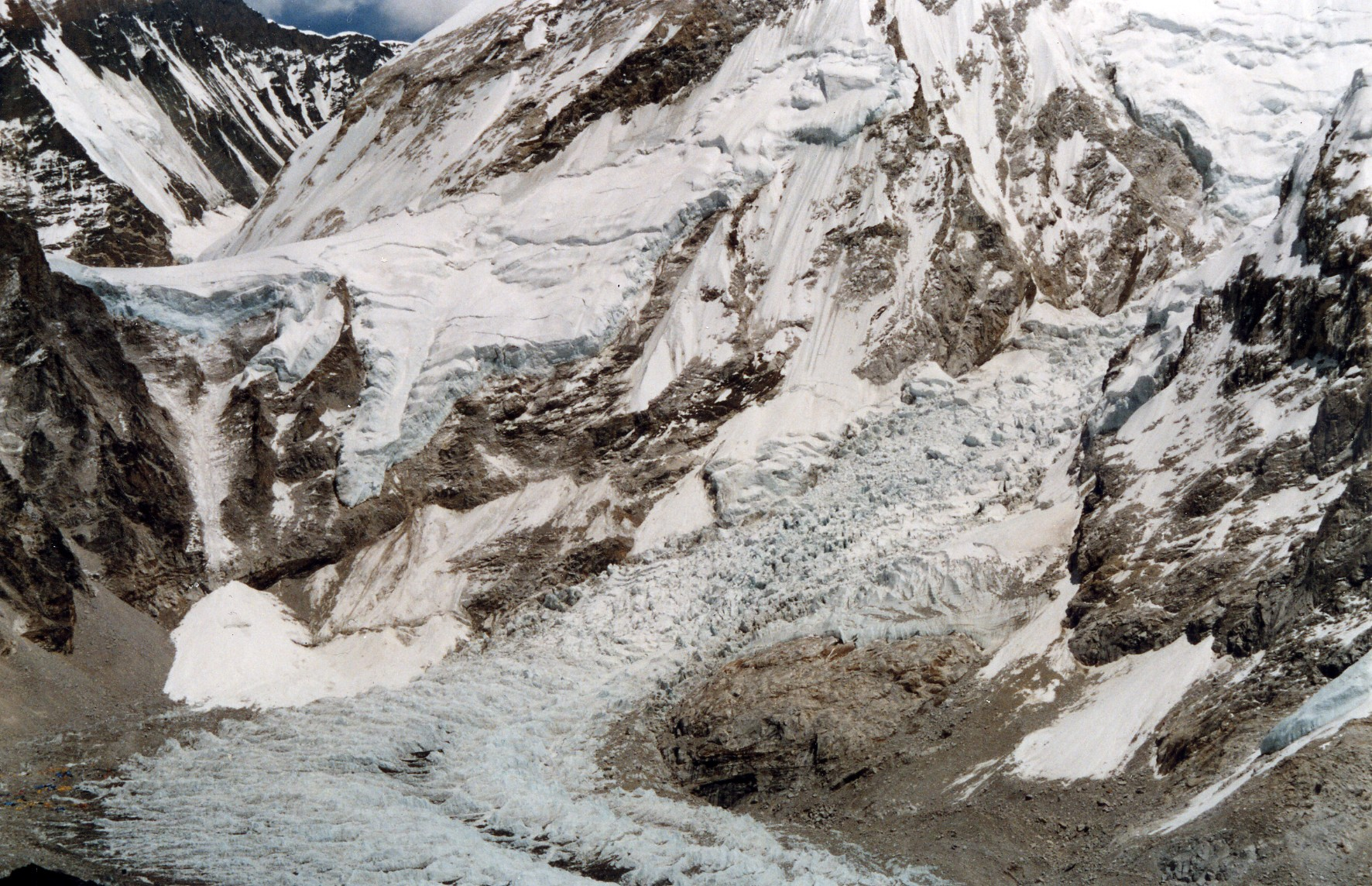
ロー・ラ (中央左)

歴史的に、この峠はエベレストの氷河が現在よりも厚く、通過するのにより険しいクライミングを必要としなかった時代に、ナムチェバザールとティンリを結ぶ、ネパールとチベットの通商に使われてきた。しかし氷河が減少したため、好まれるルートは西にあるナンパ・ラに移った。1952年のスイス隊によるエベレスト遠征の後に、この峠はエベレストの西にあるためロー・ラ（南の峠）という名前は相応しくなく、クーンブ氷河と繋がっていることからクーンブ・ラに改名した方がいいと提案された。そうするとエベレストの南にある鞍部のサウスコルをロー・ラと呼ぶことができる。不幸にも、ナンパ・ラは過去にクーンブ・ラと呼ばれており、当時も時々そのように呼ばれていた。イギリスの感情は提案された名称変更に反対であり、新しい名前が採用されることはなかった

## チベットからのアプローチ

エベレスト付近の地図。 ローラは頂上から5km西にある。

この峠を発見した最初の西洋人探検家は、1921年のエベレスト偵察遠征におけるジョージ・マロリーとガイ・ブロックである。実際に峠まで到達したのはブロックのみである。彼らはエベレスト山頂へ繋がるルートを探してチベット側の西ロンブク氷河を探検していた 。単にその峠が彼らのいた位置よりも南にあったため、彼らはその峠に「南の峠」を意味するロー・ラと名付けた。このやや身勝手な決定によって、前述したように後に名称問題が生じることになる。ロー・ラからはエベレストの西稜とウエスタン・クームに行くことができるが、彼らはどちらのルートも登頂には適さないと考えた。
ロー・ラはまた1935年にビル・ティルマンとエドモンド・ウィグラムの予備調査遠征で調べられたが、1921年と同じく彼らはノースコルからのルートの方を好んだ。

## ネパールからのアプローチ

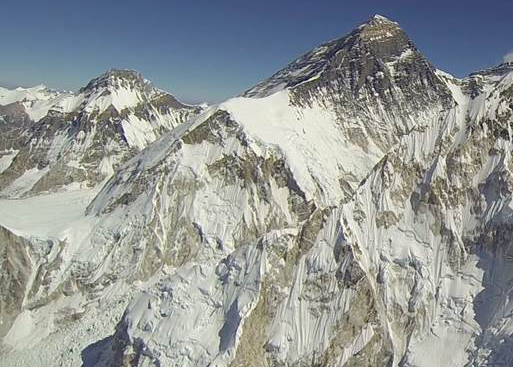
南西側からみたエベレスト。クーンブ氷河のアイスフォールは左下にあり、その上にロー・ラ、その奥にはロンブク氷河の雪原がある。西稜はロー・ラから西稜の肩を通って頂上まで斜め上に繋がっている。

1951年までに、中国のチベット占領とネパールの開国により、エベレストは南からのみアクセス可能となった。
1951年にデンマーク人のKlavs Becker-Larsenは、ノースコルルートを登るため、密かにチベットに越境する目的でクーンブへ向かった。しかしロー・ラに登って国境を越える彼の試みは成功せず、退却せざるを得なかった。
その後、ロー・ラを経由してエベレストに西稜から登る試みが1974年と1978年になされたが、成功しなかった。ロー・ラ経由でエベレストに西稜から登頂することに初めて成功したのは1980年のユーゴスラビア隊である (ホーンバイン・クーロワールに分岐しないダイレクトルート）。Tone Skarjaに率いられた40人の隊はクーンブ氷河の5350m地点からロープを固定し、200mのハンドウインチで6トンの装備をロー・ラまで荷上げした。彼らはロー・ラまでのクライミンググレードをIIとIIIの間と評価し、その上部の150mはIVとVの間と評価した。さらに標高8000mを越える場所にもグレードVがあり、当時のグレードVの世界最高所記録だと主張した。